# Édouard III de Bar
Pour les articles homonymes, voir Édouard III.
Édouard III de Bar, né fin juin 1377, mort le 25 octobre 1415 à Azincourt, est marquis de Pont-à-Mousson de 1399 à 1415 et duc de Bar de 1411 à 1415. Il est le fils de Robert Ier, comte puis duc de Bar, et de Marie de France.

## Biographie
Il devient l'héritier du duché de Bar à la mort de ses frères Henri et Philippe, tombés à la Bataille de Nicopolis en 1396. Son père le fait marquis de Pont-à-Mousson en 1399. Il commande les gendarmes du roi, après son frère Philippe mort lors de la bataille de Nicopolis, en 1396. En 1405, il est chargé par le roi Charles VI de France de défendre le Boulonnais menacé par les Anglais. Le roi en récompense lui fait donner douze mille écus pour l'aider à tenir son hôtel de Paris.
Fin 1406, lors de la guerre civile entre Armagnacs et Bourguignons, il est au côté des Armagnacs et participe à la campagne de Guyenne sous les ordres de Louis d'Orléans, mais la dysenterie décime l'armée française. Après l'assassinat de Louis d'Orléans, en 1407, et la paix de Chartres en 1409, il se rapproche de Jean sans Peur et se rallie aux Bourguignons. Il bénéficie du duché de Bar à la suite du partage de ses biens fait par son père en 1409. Il succède à son père le 12 avril 1411. 
Il est un temps fait prisonnier en 1413 au Louvre lors de la révolte des Cabochiens, et libéré sur intervention du dauphin Louis de Guyenne, et le roi confirme sa loyauté.
Il est tué à la bataille d'Azincourt avec son frère cadet Jean de Bar, seigneur de Puisaye et son neveu Robert de Marle. Son frère Louis Ier de Bar, cardinal de Bar, lui succède.
Il ne s'est pas marié, mais a laissé plusieurs enfants naturels.

## Littérature
Édouard III de Bar est un personnage d'une pièce de théâtre de Pierre-Louis Roederer : Le Marguillier de Saint-Eustache (1819), dont l'action se situe en 1414.